# موینس
موینس (به اسپانیایی: Moyanés) یک منطقهٔ مسکونی در اسپانیا است که در استان بارسلون واقع شده‌است. موینس ۳۳۷٫۹ کیلومتر مربع مساحت و ۱۳٬۰۵۶ نفر جمعیت دارد.